# Équipe cycliste Ciclotel
L'équipe cycliste Ciclotel est une équipe cycliste féminine basée en Belgique, qui a existé en 2020. Après une saison, l'équipe est dissoute.

## Histoire de l'équipe
L'équipe s'est constituée autour de plusieurs coureuses belges et néerlandaises, comme Kim de Baat, Sara Van de Vel et Kirstie van Haaften. Par ailleurs, quelques étrangères sont également recrutées, comme la Britannique Hayley Simmonds, la championne portugaise Daniela Reis et la championne irlandaise Alice Sharpe. La Néerlandaise Bryony van Velzen quitte l'équipe le 1er juillet. L'équipe participe principalement à des compétitions belges, dont plusieurs courses World Tour, à savoir la Flèche wallonne, Liège-Bastogne-Liège et le Tour des Flandres. Les meilleurs résultats sont des victoires sur des courses secondaires en Turquie, ainsi que des tops 10 de Van Velzen lors du Tour de la Communauté valencienne et de Kim De Baat sur le GP Euromat.

## Classements UCI
Ce tableau présente les places de l'équipe au classement de l'Union cycliste internationale en fin de saison, ainsi que ses meilleures coureuses au classement individuel.
| Classement UCI | Classement UCI         | Classement UCI                              | Classement UCI |
| Année          | Classement par équipes | Meilleure coureuse au classement individuel |                |
| -------------- | ---------------------- | ------------------------------------------- | -------------- |
| 2020           | 20e                    | Valeriya Kononenko (57e)                    |                |
|                |                        |                                             |                |
| Source : UCI   |                        |                                             |                |

## Encadrement
La directrice sportive est Catherine Marsal et le représentant de l'équipe Gerard Helders.

## Team Ciclotel en 2020

### Effectif
| Effectif 2020       | Effectif 2020     | Effectif 2020  | Effectif 2020                     |
| Cycliste            | Date de naissance | Pays           | Équipe précédente                 |
| ------------------- | ----------------- | -------------- | --------------------------------- |
| Kim de Baat         | 29 mai 1991       | Belgique       | Doltcini-Van Eyck Sport (2019)    |
| Stéphanie Duprez    | 25 août 1987      | Belgique       |                                   |
| Valeriya Kononenko  | 14 mai 1990       | Ukraine        | Lviv Cycling Team (2019)          |
| Olha Kulynych       | 1 février 2000    | Ukraine        | Torelli-Assure (2019)             |
| Maroesjka Matthee   | 10 janvier 1989   | Afrique du Sud |                                   |
| Daniela Reis        | 6 avril 1993      | Portugal       | Doltcini-Van Eyck Sport (2019)    |
| Alice Sharpe        | 3 mai 1994        | Irlande        | Centre mondial du cyclisme (2019) |
| Hayley Simmonds     | 22 juillet 1988   | Royaume-Uni    | BTC City Ljubljana (2019)         |
| Sara Van de Vel     | 6 août 1994       | Belgique       |                                   |
| Kirstie van Haaften | 21 janvier 1999   | Pays-Bas       | Health Mate-Ladies Team (2019)    |
| Bryony van Velzen   | 14 mai 1996       | Pays-Bas       | Doltcini-Van Eyck Sport (2019)    |
|                     |                   |                |                                   |
| Source : UCI        |                   |                |                                   |

## Victoires

### Sur route
| Victoires | Victoires                   | Victoires | Victoires | Victoires          | Victoires |
| Date      | Course                      | Pays      | Classe    | Vainqueur          |           |
| --------- | --------------------------- | --------- | --------- | ------------------ | --------- |
| 25 janv.  | Grand Prix Belek            | Turquie   | 1.2       | Olha Kulynych      |           |
| 4 sept.   | Grand Prix Cappadocia Women | Turquie   | 1.2       | Valeriya Kononenko |           |
| 14 sept.  | Grand Prix Velo Erciyes     | Turquie   | 1.2       | Valeriya Kononenko |           |

### Classement mondial
| Classement UCI | Classement UCI      | Classement UCI | Classement UCI |
| Coureuse       | Coureuse            | Pays           | Points         |
| -------------- | ------------------- | -------------- | -------------- |
| 57e            | Valeriya Kononenko  | Ukraine        | 259 pts        |
| 121e           | Olha Kulynych       | Ukraine        | 115 pts        |
| 227e           | Maroesjka Matthee   | Afrique du Sud | 60 pts         |
| 316e           | Sara Van de Vel     | Belgique       | 38 pts         |
| 324e           | Kim de Baat         | Belgique       | 36 pts         |
| 440e           | Alice Sharpe        | Irlande        | 20 pts         |
| 654e           | Kirstie van Haaften | Pays-Bas       | 5 pts          |
| 751e           | Daniela Reis        | Portugal       | 3 pts          |